# Dasaratha himalayana
Dasaratha himalayana är en fjärilsart som beskrevs av Moore 1888. Dasaratha himalayana ingår i släktet Dasaratha och familjen säckspinnare. Inga underarter finns listade i Catalogue of Life.